# Greatest Hits (álbum de Sly and the Family Stone)
Greatest Hits é um álbum de Sly & the Family Stone, lançado em 1970.